# Tom Prahl
Tom Prahl (Smedstorp, 15 gennaio 1949) è un allenatore di calcio svedese.

## Carriera

### Allenatore
Prahl fu allenatore del Kirseberg dal 1982 al 1989. Nel 1990, diventò tecnico del Trelleborg e ricoprì questo incarico fino al 1995. Dal 1996 al 2001 guidò lo Halmstad, con cui vinse due campionati (1997 e 2000).
Il 9 agosto 2001, il Malmö annunciò d'aver ingaggiato Prahl come nuovo allenatore, a partire dalla stagione seguente. Con questa squadra, vinse il campionato 2004. Nel 2006 diventò tecnico dei norvegesi del Viking. Dal 2008 al 2011, guidò nuovamente il Trelleborg.

## Palmarès

### Allenatore

#### Competizioni nazionali
- Campionato svedese: 3

Halmstad: 1997, 2000
Malmö FF: 2004